# Арвелиус, Фридрих Густав
Фридрих Густав Арвелиус (нем. Arvelius, Friedrich Gustav; 5 [16] февраля 1753, Ревель — 13 [25] июля 1806, Ревель) — эстонский писатель. Использовал псевдоним Sembard.

## Биография
Родился 5 (16) февраля 1753 года в семье Фридриха Иммануила Арвелиуса (1716–1780), который был пастором в Магольме с 1741 года; мать — Августа Иоганна, урождённая Фризель (1731–1806).
Учился в Домской школе, затем в Лейпцигском университете (1771—1775), где изучал теологию, филологию и другие предметы. Вернувшись в Эстонию, был домашним учителем в мызе Кальви (1775—1780) и Кийкла в Вирумаа (1780—1790) у барона Фридриха фон Розена.
С 1790 года был профессором теологии в Ревельской императорской гимназии, где в 1792, 1796, 1799 и 1803 годах был ректором. С 1803 года имел титул гофрата.
Его основные произведения — рассказы и поэмы, переведённые с немецкого на эстонский язык, которые были поучительными и назидательными для крестьян: Üks Kaunis Jutto- ja Öppetusse-Ramat (Том I. — 1782; Т. II. — 1787) и Ramma Josepi Hädda-ja Abbi-Rama (1790). Им были добавлены многочисленные советы по здоровому образу жизни, разумному ведению домашнего хозяйства, хорошему питанию и общей мудрости. Изданный при финансовой поддержке Ревельского любительского театра том, был распространен, частично бесплатно, среди бедных слоев населения тиражом 10 000 экземпляров. Арвелиус был тесно связан с эстонским любительским театром: ещё во время своего пребывания в Кийкла он поддерживал театральные постановки там и познакомился с директором Ревельского любительского театра Августом фон Коцебу. Ещё в 1776 году Арвелиус опубликовал «Очерк истории Ревельского любительского театра». Вероятно, он также написал несколько отрывков на эстонском языке для пьес Коцебу и безуспешно пытался в 1794 году поставить пьесу на эстонском языке. Им были написаны три пьесы на немецком языке: Elisa (Рига, 1777) и Lydia и New Year's Day (обе Лейпциг, 1779). Одна пьеса на эстонском языке (Ramma Josepi Jubilei, 1774) осталась неопубликованной. Арвелиус также писал стихи на немецком языке, которые он публиковал под псевдонимом Сембард; а также статьи о развитии эстонского языка.

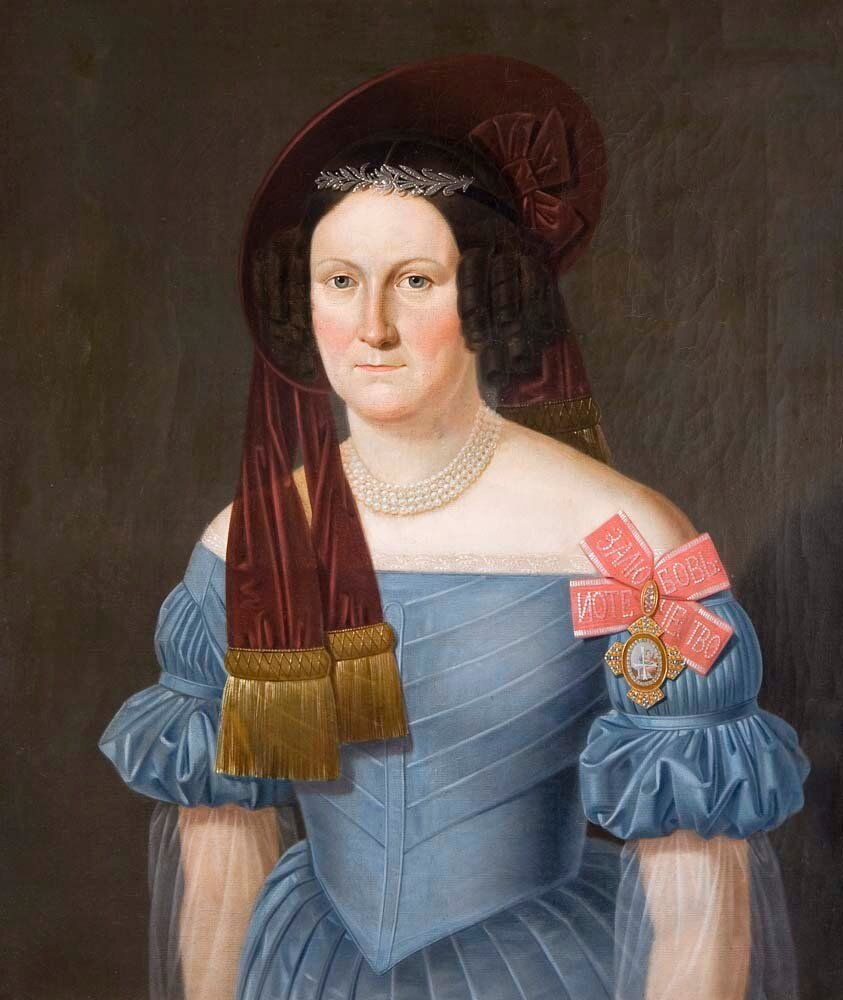
Баронесса Екатерина Фёдоровна фон Пален

## Семья
Был женат на Катарине Курсель (1765—1802), родившейся на мызе Охто в семье Курсель, Кристофера Генриха фон Курселя. Их дочь Катарина Вильгельмина Арвелиус (1800–1869) в 1823 году вышла замуж за Карла Магнуса фон дер Палена и стала именоваться Екатериной Фёдоровной.